# Paenibacillus polymyxa
Paenibacillus polymyxa (früher Bacillus polymyxa) ist ein nicht-pathogenes, fakultativ anaerobes, Endosporen bildendes Bakterium. Es kommt natürlicherweise im Erdboden, im Wurzelwerk, der Rhizosphäre und in marinen Sedimenten vor. Es ist in der Lage, das Pflanzenwachstum durch Stickstofffixierung und Umwandlung schwerlöslicher Phosphorverbindungen zu verbessern. Zudem bildet es das Pflanzenhormon Cytokinin sowie hydrolytische Enzyme. Es kann auch die Antibiotika Polymyxin B und Fusaricidin B bilden. In der Landwirtschaft wird es als Biodünger eingesetzt. P. polymyxa bildet zudem oberflächenaktive Stoffe aus, die Biofilme anderer Bakterienspezies auflösen.